# Johann Hermann Bauer
Johann Hermann Bauer (Kotopeky, 23 de juny de 1861 – Görz, 5 d'abril de 1891), fou un mestre d'escacs austríac.

## Biografia i resultats destacats en competició
Nascut a Bohèmia (llavors dins l'Imperi Austríac). El seu pare era propietari d'una finca a Kotopeky i posteriorment, fou pintor a Praga. La seva mare Eleonora era germana gran del compositor txec Josef Richard Rozkošný.
De jove es va establir a Viena, i es va guanyar el títol de mestre d'escacs a Frankfurt 1887 (5è DSB Congress, Hauptturnier A). El seu millor assoliment en torneigs fou a Graz 1890 (+3 –0 =3) on va acabar en segon lloc rere Gyula Makovetz i per davant d'Emanuel Lasker i Georg Marco. El 1891, mentre estava jugant un torneig a doble round robin a Viena, la salut li va fallar quan estava compartint el lideratge amb Adolf Albin.
Va guanyar matxs contra Bernhard Fleissig (2 : 0) el 1890, Albin (4 : 0) i Marco (3 : 1), ambdós el 1891.
J.H. Bauer és conegut principalment per una derrota, contra Emanuel Lasker, en què hi va haver un brillant doble sacrifici d'alfils, a Amsterdam 1889.
Va morir de tuberculosi als 29 anys.